# Francine Prose
 (janvier 2016).
Si vous disposez d'ouvrages ou d'articles de référence ou si vous connaissez des sites web de qualité traitant du thème abordé ici, merci de compléter l'article en donnant les références utiles à sa vérifiabilité et en les liant à la section « Notes et références ».
Francine Prose, née le 1er avril 1947 à Brooklyn, est une femme de lettres américaine.

## Biographie
Francine Prose grandit comme un enfant Juif à Brooklyn. Sa grand-mère paternelle raccourcit le nom de famille en celui de Prose.
Elle préside le PEN club de 2007 à 2009.[réf. nécessaire] Anthony Appiah lui succède.[Information douteuse]

## Œuvres
- Judah the Pious, 1973.
- The Glorious Ones, 1974.
- Marie Laveau, 1977.
- Animal Magnetism, 1978.
- Household Saints, 1981.
- Hungry Hearts, 1983.
- Bigfoot Dreams, 1986.
- Women and Children First, nouvelles, 1988.
- Primitive People, 1992.
- Hunters and Gatherers, 1995.
- Guided Tours of Hell, nouvelles, 1997.
- The Peaceable Kingdom, nouvelles, 1998.
- Blue Angel, 2000.
- The Lives of the Muses: Nine Women & the Artists They Inspired, 2002.
- Gluttony, 2003.
- Sicilian Odyssey, 2003.
- After, 2003.
- Leopold, the Liar of Leipzig, œuvre pour enfants, 2005.
- Caravaggio: Painter of Miracles, 2005.
- A Changed Man, 2005.
- Reading Like a Writer (en), 2006.
- The Photographs of Marion Post Wolcott, 2008.
- Goldengrove, 2008.
- Anne Frank: The Book, the Life, the Afterlife, 2009.
- Touch, 2009.
- My New American Life, 2011.
- The Turning, 2012.
- Lovers at the Chameleon Club. Paris 1932, 2014.